# 台灣的專用電信
台灣的專用電信-在台灣，雖然自民國86年起逐步開放通信業務，電信市場已呈現完全開放朝市場競爭之局面，但是，除了眾所熟知開放民營之固定通信業務、行動通信業務、衛星通信業務服務之電信市場，以及專為國防安全所需的電信建置外，仍有保持少為人知因特殊需求，僅專為本身業務所需申請設置之電信業務。

## 專用電信業務

### 專用電信定義
台灣的專用電信，依據《電信法》第二條第六款之定義，係指公私機構、團體或國民所設置，專供其本身業務使用之電信。其中也包含政府機關或國營事業所設置之專用電信，稱為公設專用電信。但是中華民國國軍為了國防安全使用的電信或頻率，並不在《電信法》法定管轄範圍。
專用電信須經通訊傳播產業的監理主管機關國家通訊傳播委員會（NCC）核准發給執照，始得設置使用。

### 專用電信之業務限制
專用電信不得連接公共通信系統或供設置目的以外之用，但有下列情形者得向主管機關(NCC)申請核准連接公共通信系統：
1、陸、海、空各種交通工具之遇險求救及飛航氣象等交通安全之緊急通信，船舶、航空器之通信。
2、為維護國家安全、公共秩序或公共利益，有緊急進行必要之通信。
3、為因應天災、事變或緊急危難等救援作業之通信。
4、其他經主管機關(NCC)專案核准者。
一般而言，由於台灣的電信服務市場自由化後，多以市場經濟為導向，況且台灣的行動通信發展蓬勃，業者也多有創新多元服務提供，盡量導向回歸市場創新發展，如非特殊原因必要，鮮少有專案核准之特例。

### 專用電信業務範圍
諸如：漁業、電力、警察、消防、鐵路、公路、捷運、醫療、水利、氣象及其他專供設置者本身業務需要而設立之專用無線電臺，均由各機關依據業務執掌上規劃，使用的通訊器材或頻率的使用，向主管機關(NCC)提出申請。
以電台名稱區分為：專用有線電信、專用無線電信、業餘無線電臺、航空器無線電臺、船舶無線電臺、計程車無線電臺、學術試驗無線電臺。

### 專用電信設置程序
申請設置專用電信者，經主管機關(NCC)核准後，由監理機關(NCC)發給架設許可證。
申請專用無線電信者，應於取得架設許可證後六個月內架設完成。其未能於期限內架設完成者，得於期限屆滿前一個月敘明理由申請延展；延展期間為六個月，並以一次為限。逾期主管機關(NCC)得註銷其架設許可證。
申請設置專用有線電信者，應於主管機關(NCC)核准之架設期限內架設完成。未能架設完成除有正當理由，得申請延展一次，依規定完成架設者，經審驗合格發給執照始得使用。一般專用電信執照有效期間為3年。
民國99年9月在中華民國核發專用無線電臺執照(包含專用有線電信、專用無線電信及學術試驗無線電臺等3類者)計146654紙。

## 業餘無線電臺
業餘無線電人員：與其他國家相同，在台灣指已通過「業餘無線電人員資格測試」並領有業餘無線電人員執照之合法業餘無線電玩家，俗稱為火腿族或香腸族。須領有主管機關(NCC)發給之執照，始得作業。
業餘無線電台執照暨無線電人員之等級、資格測試、執照管理及其他應遵行事項之辦法，以及業餘電臺應經申請取得電臺執照後始得使用，相關規範均明訂於「業餘無線電管理辦法」。
業餘無線電人員之等級：依照考題難易及操作技術區別，分為一等、二等及三等業餘無線電人員執照，並為簡政便民，考試方式由傳統筆試方式，改以電腦測試，並採隨到測試方式辦理。
在台灣當災害發生時，相關業餘無線電團體、個人或設備商，常常主動協助在商用行動或固定通信中斷未達處，臨時架設電台以助通信聯繫。

### 相關業餘無線電團體
台北市業餘無線電促進會、中華民國業餘無線電促進會、中國無線電協進會、中部業餘無線電愛好者聯誼會...等。

## 航空器無線電臺
在台灣，民用航空器無線電通信亦屬《電信法》所稱專用電信之一環，亦須主管機關核准始得設置。《電信法》於民國85年2月5日修正公布實施時，《民用航空器無線電臺管理辦法》配合另為訂定之。
為維護航空器飛航安全及遵守電波秩序，《民用航空器無線電臺管理辦法》主要規範下列事項：
1、民用航空器無線電臺使用頻率應經核配並符合國際電信聯盟(ITU)之有關航務頻道通信規定。
2、民用航空器無線電臺因機件設備損害在未修復前應停止飛航及例外規定。
3、申請程序與相關查驗規定，執照效期為3年。
目前監理的實務運作上，由於機場、航空器及航空權管制之主要管理業務為交通部民用航空局主政管理。因此，通訊傳播主管機關(NCC)循過去前監理機關交通部電信總局作法，委託交通部民用航空局協助辦理。
中華民國國籍航空器民國99年9月統計數量為189架。

## 船舶無線電臺
船舶上裝設無線電收發信設備及遇險自動通報設備，供通信之用者，稱船舶無線電臺。
配合國際海事組織(IMO)訂定海上人命安全國際公約，將航行國際船舶要求強制配合裝設全球海上遇險及安全系統(GMDSS)，基此，在台灣如航行國際航線或超過A3海域之船舶，亦應符合相關規定，故主要船舶無線電臺分為下列二種：
1、全球海上遇險及安全系統船舶無線電臺。
2、非全球海上遇險及安全系統船舶無線電臺。
船舶無線電臺的管理
船舶無線電臺之設置使用，應先申請電臺架設許可證。但已於國外架設並經主管機關委託或認可之機構完成審驗或船舶用無線電對講機經審驗合格者，得免申請架設許可證，直接申請船舶無線電臺執照。
為達簡政便民，有關船舶無線電臺之審驗(包含航行國際之船舶)，除主管機關辦理外，目前已委託財團法人中國驗船中心或取得審驗資格的電器廠商辦理。
在台灣，雖然通訊傳播監理機關(NCC)訂有「船舶無線電臺管理辦法」，明定船舶無線電臺之相關管理事項。然而，船舶主體規範之管理權責係屬交通部航政單位，因此，船舶設備及相關屬具均詳盡規範於交通部訂定之「船舶設備規則」。依該規則第六條規定，無線電信設備亦屬船舶設備之一種，故其相關技術標準及配備，均亦規定於該規則第七編，並為符合相關國際規範，「船舶無線電臺管理辦法」亦闡明，除本辦法規定外，依國際海事組織、船舶設備規則第七編、其他法令或參照國際無線電規則、有關電信部分之規定辦理，以便與國際接軌。另外，船舶無線電臺通信作業標準等實務操作部分，另訂定 「船舶無線電臺通信作業手冊」予以規範。
民國99年9月中華民國國船舶無線電臺統計數量為4310紙，其中適用海上人命安全國際公約船領有全球海上遇險及安全系統船舶無線電臺執照者為246紙。

## 計程車專用無線電臺
為落實計程車使用專用無線電臺之管理，通訊傳播監理機關(NCC)訂有「計程車專用無線電臺設置使用管理辦法」。
計程車專用無線電臺，係指供計程車調度與聯絡通信而設置之無線電收發信機、天線、主控制室，包括下列二者：
1、計程車專用無線電基地臺（以下簡稱基地臺）。
2、計程車專用無線電車臺（以下簡稱車臺）。
為達到有效管理使用電波資源，維護電波秩序，申請設置計程車專用無線電臺者，以具有下列資格之一者為限：
1、計程車客運業。
2、計程車客運服務業。
3、計程車運輸合作社。
4、計程車客運商業同業公會、計程車客運服務業商業同業公會、計程車駕駛員職業工會。
5、警察機關所成立之交通義警、交通服務單位。
6、其他符合設置標準，並經公路主管機關認可之法人、團體。
目前，鑒於科技發展及行動通信業務之市場競爭，台灣的行動電話業者，結合科技發展及全球定位系統(GPS)，設計相關專供計程車或客運服務業使用的商用的套裝或加值服務，將可能逐漸取代傳統語音廣播呼叫式的計程車專用無線電車臺。
民國99年9月在中華民國核發計程車專用無線電臺執照計77紙。